# Browns, Illinois
Browns là một làng thuộc quận Edwards, tiểu bang Illinois, Hoa Kỳ. Năm 2010, dân số của làng này là 134 người.

## Dân số
Dân số qua các năm:
- Năm 2000: 175 người.
- Năm 2010: 134 người.